# Jeroni Ibran i Mulà
Jeroni Ibran i Mulà (Mataró 1842 - Oviedo 1910) fou un enginyer de mines, impulsor del desenvolupament industrial a Astúries.
Als 21 anys ja era enginyer de mines i treballava a Almadén (Ciudad Real). Després de passar quatre anys a Astúries, es traslladà a Madrid com a professor de metal·lúrgia a l'Escola de Mines.
L'any 1873 torna a Astúries com a director tècnic de l'empresa Fábrica de Mieres de l'empresari francès Numa Guilhou. Gràcies als canvis duts a terme per Jeroni Ibran i Numa Guilhou la fàbrica es convertirà en un dels principals centres industrials d'Astúries del seu temps. Serà director de l'Escola de Capatassos de Mines de Mieres i fundador dels Ferrocarrils Econòmics d'Astúries, dels quals serà el director fins a la seva mort, a més de figurar com a autoritat en consells d'administració d'importants empreses de la zona.
Políticament, serà diputat provincial de 1883 a 1893, arribant a ser vicepresident de la Diputació de 1886 a 1890.
Compta amb carrers en honor seu a Mieres i Oviedo.